# San Pietro in Amantea
San Pietro in Amantea er en by i Calabrien, Italien med 485 (2023) indbyggere.